# Pyramidops
Pyramidops is een geslacht van hooiwagens uit de familie Pyramidopidae.
De wetenschappelijke naam Pyramidops is voor het eerst geldig gepubliceerd door Loman in 1902. 

## Soorten
Pyramidops omvat de volgende 11 soorten:
- Pyramidops aelleni
- Pyramidops albimana
- Pyramidops biseriata
- Pyramidops congonis
- Pyramidops globipes
- Pyramidops kolombina
- Pyramidops major
- Pyramidops pygmaea
- Pyramidops raptator
- Pyramidops schoutedeni
- Pyramidops venator